# Нония Целса
Нония Целса (на латински: Nonia Celsa) е името, което „Историята на императорите“ приписва на съпругата на римския император Макрин, управлявал за кратко през 217 – 218 г. Тя е майка на Диадумениан (* 208 г.)
Единственото свидетелство за съществуването на Нония Целса е едно радостно писмо, което Макрин пише до съпругата си след избирането му за император:„Опелий Макрин до неговата съпруга Нония Целса. Щастието, което ни застигна, моя скъпа съпруго, е неизмеримо.“ Писмото е поместено в биографията на Диадумениан в „Историята на императорите“. За този документ обаче се смята, че е изфабрикуван. Тъй като биографите са поместили в историята много имена на несъществуващи личности, без допълнителни доказателства
съществуването на Нония Целса остава спорно.